# Cchajdamská pánev
Cchajdamská pánev nebo Cchädamská pánev (tibetsky ཚྭ་འདམ་གཤོང, mongolsky Цайдам, čínsky v českém přepisu Čchaj-ta-mu Pchen-ti, pchin-jinem Cháidámù Péndì, znaky zjednodušené 柴达木盆地, tradiční 柴達木盆地) je pánev v západní Číně, kde patří do provincie Čching-chaj. Zhruba z 35 tisíc km2, tedy asi ze třetiny, je tvořena pouští. Nejvýznamnějším městem pánve je Golmud.

## Poloha
Cchajdamská pánev leží na severovýchodním okraji Tibetské náhorní plošiny, od severu k jihu má až zhruba 300 kilometrů, od východu k západu až 850 kilometrů a leží ve výšce 2600 až 3500 metrů nad mořem. Na jižním okraji pánve ji pohoří Kchun-lun-šan odděluje od výše položeného středu Tibetské náhorní plošiny, na severozápadě ji ohraničuje pohoří Altyn-tagh, na severu a severovýchodě pak Čchi-lien-šan.

## Přírodní zdroje

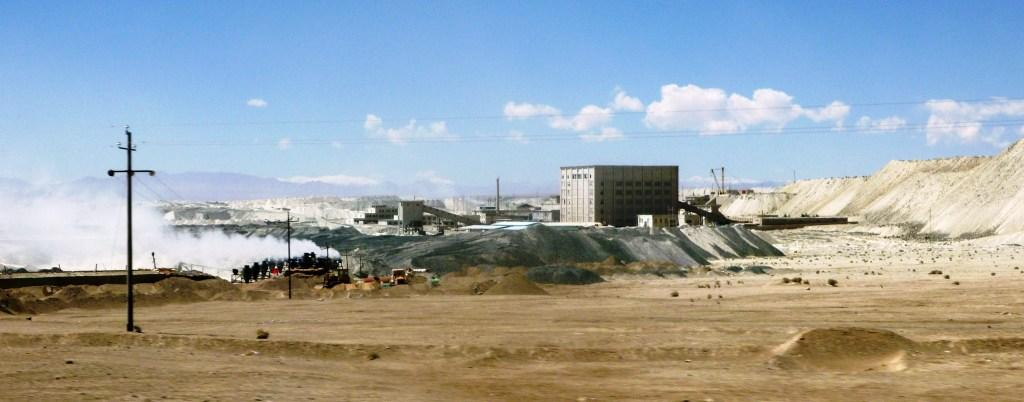
Solný důl nacházející se v pouštní oblasti

Jsou zde bohatá ložiska azbestu, boraxu, sádrovce, zemního plynu a ropy a také řady kovů, přičemž zásoby lithia, hořčíku, draslíku a sodíku jsou zde největší v rámci Číny.
Solná pláň o rozloze cca 6000 km2, vzniklá vysušením jezera, je využívána k těžbě soli, jejichž zásoby jsou odhadovány na nejméně 50 mld. tun. Část pláně má status národního parku a je využívána k turistickým účelům.